# Champsanglard
Champsanglard é uma comuna francesa na região administrativa da Nova Aquitânia, no departamento de Creuse. Estende-se por uma área de 13,64 km². Em 2010 a comuna tinha 254 habitantes (densidade: 18,6 hab./km²).